# Martretia quadricornis
Martretia quadricornis är en emblikaväxtart som beskrevs av Lucien Beille. Martretia quadricornis ingår i släktet Martretia och familjen emblikaväxter. Inga underarter finns listade i Catalogue of Life.